# 2021年夏季世界大學運動會開幕式
2021年夏季世界大學運動會開幕式是2021年夏季世界大學運動會的開幕式，於2023年7月28日在中华人民共和国四川省成都市龙泉驿区東安湖體育公園體育場舉行。

## 製作團隊
- 總導演：陈维亚[1]
- 主持人
  - 中文：寶曉峰、严於信（總台新闻联播播音员）
  - 英文：鍾石、李東寧（總台CGTN英文頻道主持人）
- 演职人员规模：2000人（直接参演900人），其中99%为大学生

## 開幕式流程

### 暖场表演、嘉宾入场和倒计时：《礼赞阳光》
会场首先播放了入场短片，来自世界各地的大学生运动员奔向成都。随后，现场以巴蜀独有的文化符号“太阳神鸟”为意象，从12开始倒计时。12象征着太阳神鸟金饰上的12道太阳光芒。

### 中華人民共和國國旗入場和升旗
中华人民共和国国旗在儿歌《国旗国旗真美丽》与《歌唱祖国》的歌声中入场。演唱《国旗国旗真美丽》的是来自四川涼山州昭觉县的6位彝族少年，領唱者吉好有果曾在2018年中共中央总书记习近平到訪涼山時為其獻唱。接而合唱《歌唱祖國》的是由56个民族的112名西南民族大學大学生组成的合唱团。

### 运动员入场：《锦绣之路》

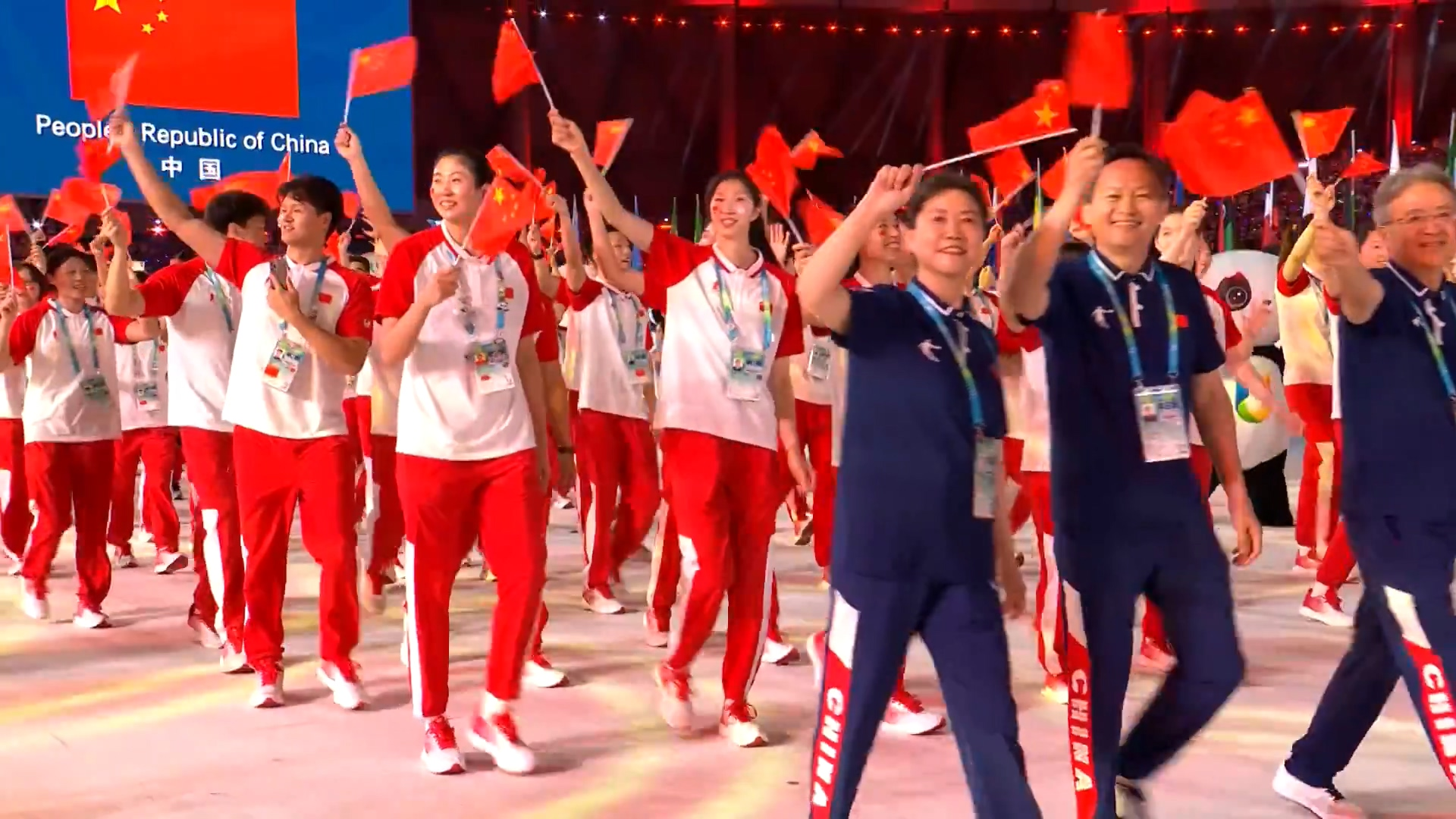
中国代表团

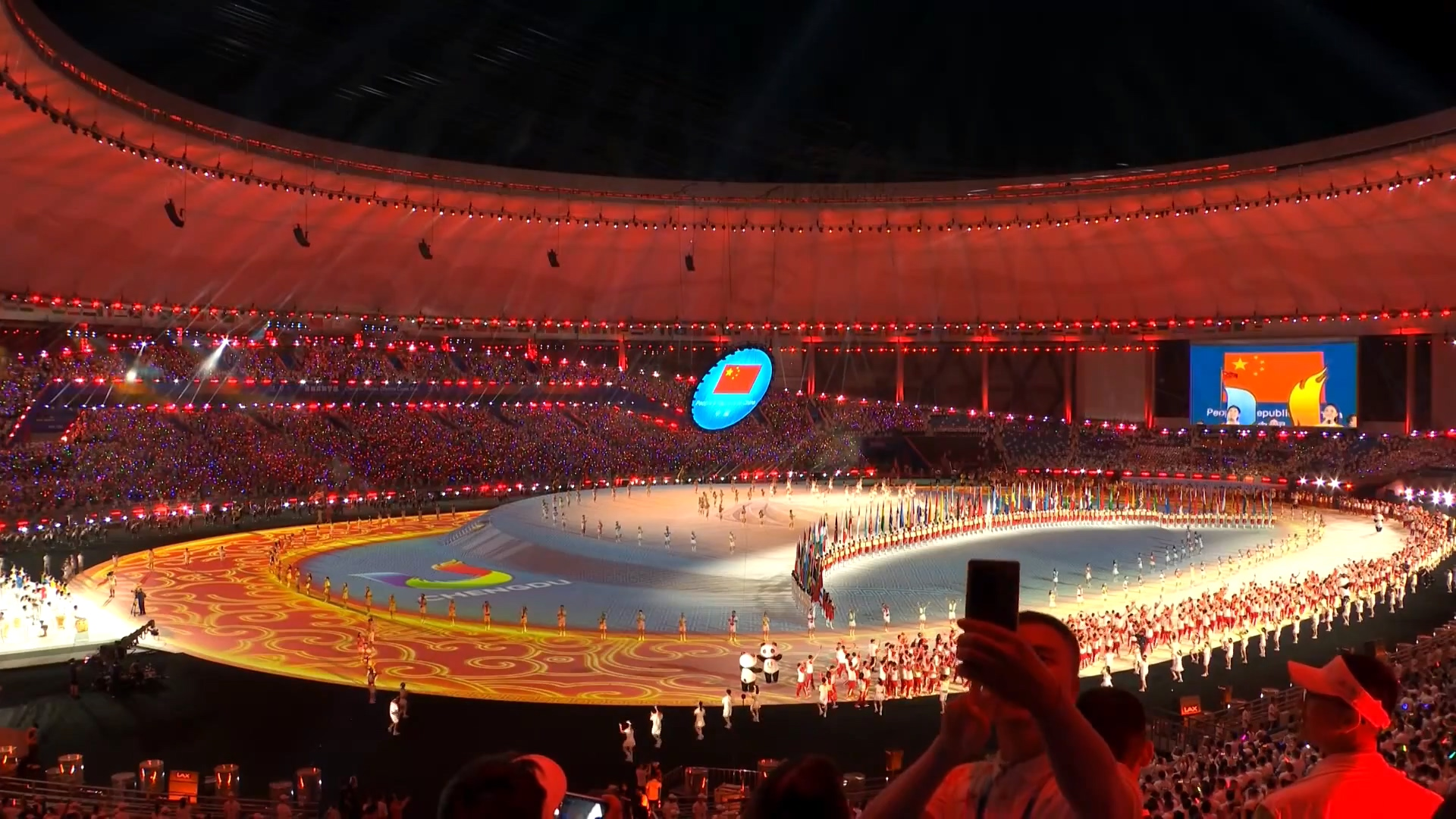
开幕式

各国运动员踏着寓意“前程似锦”的蜀锦步入会场。蜀锦是四川省非物质文化技艺。开幕式引导员手中的引导牌是由四川省蜀锦制作大师精心制作。参赛的115个代表团按照代表团缩写的英文字母顺序入场。
运动员入场时的音乐，包括陕北民歌《山丹丹花开红艳艳》、德国名曲《欢乐颂》、苏格兰民歌《友谊地久天长》、印尼民歌《哎呀妈妈》等，由现场乐团使用中国民乐乐器和现代乐器演奏。演奏这些音乐的均是四川音乐学院民乐专业和流行音乐等专业的在校大学生，平均年龄20岁。
中国代表团入场时，现场演奏的音乐是江苏民歌《茉莉花》、川渝民歌《太阳出来喜洋洋》和意大利歌曲《我的太阳》的mix版本。

### 成都大运会组委会主席与国际大体联代理主席致辞
中国教育部部长、成都大运会组委会主席怀进鹏致辞，欢迎来自世界各个国家和地区的运动员、教练员、技术官员和来宾等。国际大体联代理主席艾德在致辞时，也感谢中华人民共和国政府和四川省、成都市以及所有参与者，同时也祝福参赛运动员。

### 习近平宣布第31届世界大学生夏季运动会开幕

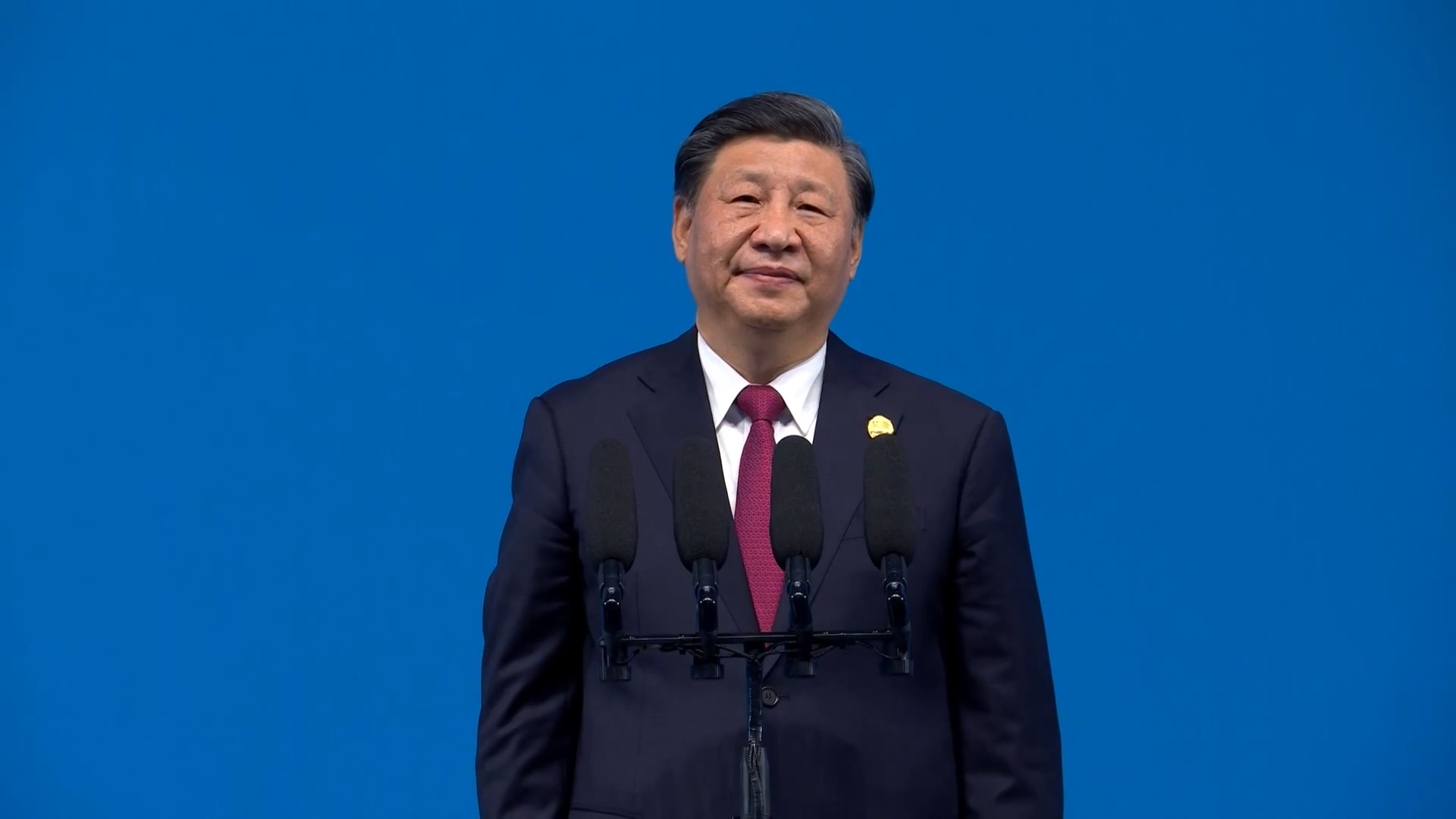
习近平宣布成都大运会开幕

中共中央总书记、中国国家主席习近平于21时16分宣布该届比赛正式开幕。不久后，现场烟火绽放出“欢迎”的中英文字样与成都市花芙蓉花。

### 国际大体联会旗入场：《荣耀历程》
两位大学生运动员在场内奋力奔跑，他们奔跑而过的道路发出了火光。八位执旗手踏着火焰之路入场。同时，现场依次展示了第一届到第31届夏季大运会会徽。最后一个会徽行至中线时，幻化为巨大的会徽占满全场。
国际大体联会旗的执旗手是：
- 苏翊鸣：北京冬奥会单板滑雪大跳台冠军；
- 任茜：里约奥运会跳水单人十米台冠军，中国首位00后奥运冠军，四川籍运动员；
- 施廷懋：里约奥运会、东京奥运会跳水双人3米板、单人3米板冠军，重庆籍运动员；
- 邹敬园：世锦赛、东京奥运会体操双杠冠军，四川籍运动员；
- 麦嘉杰：两届世界大运会射击冠军；
- 马越斐：先后获得四届世界大运会乒乓球冠军；
- 孙一民：优秀青年志愿者，四川大学学生；
- 蒲姝颖：优秀青年志愿者，重庆大学学生。

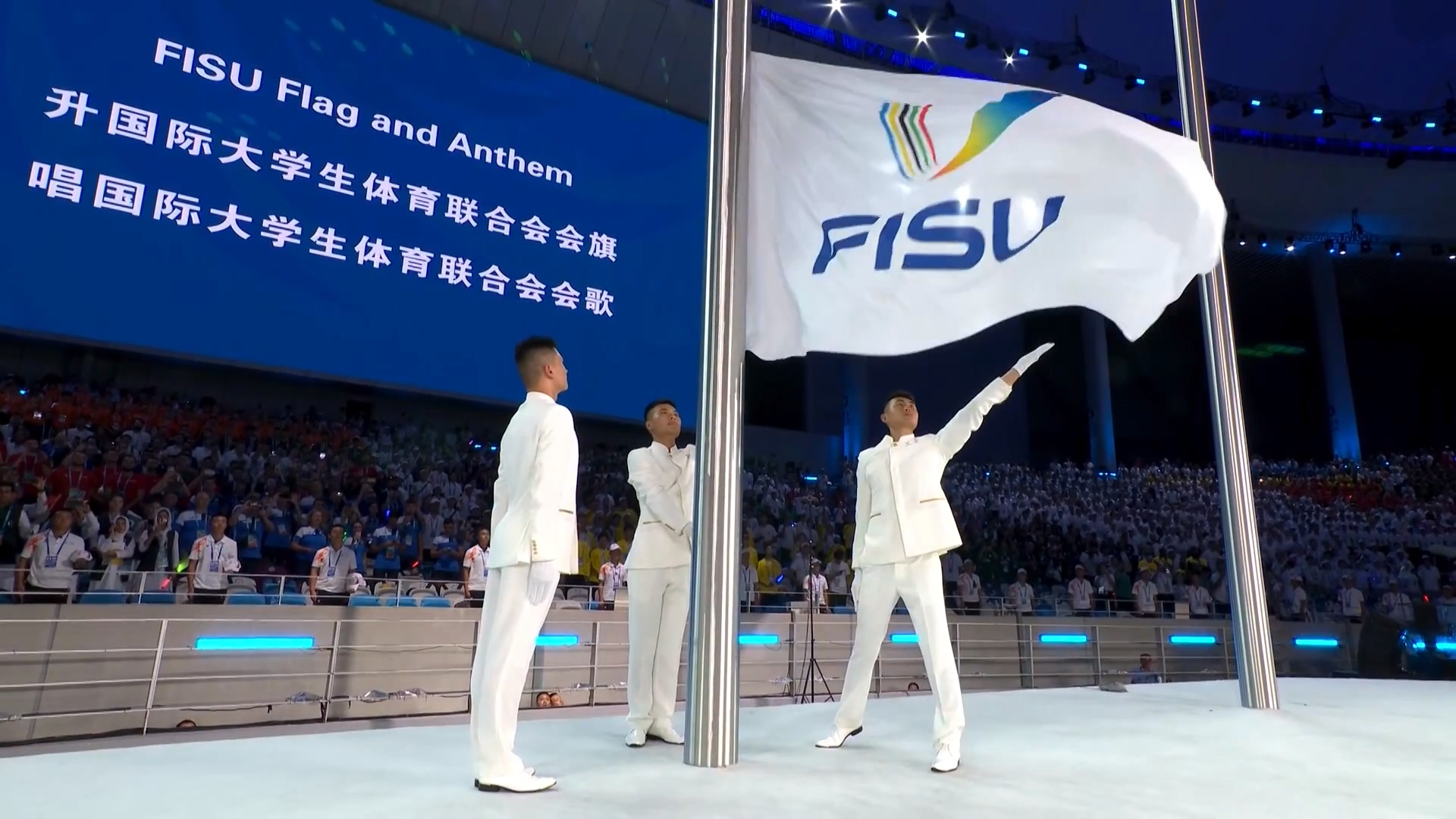
升国际大体联会旗

随后现场升起国际大体联会旗，奏响会歌《让我们欢乐吧》。

### 运动员与技术官员宣誓
运动员唐子婷、裁判员刘江分别代表全体参赛运动员和技术官员使用英语宣誓。

### 文藝表演：《青春追梦》
整场开幕式将仪式与文体表演结合，使得专门设置的文艺表演仅有15分钟。

#### 《青春之光》
从古老的三星堆文化到今天中国人逐梦太空。

#### 《青春活力》
呈现青年大学生奔跑的场景。

#### 《青春友谊》
青年大学生和“友谊使者大熊猫”在音乐中起舞。

### 点火仪式：《青春圆梦》

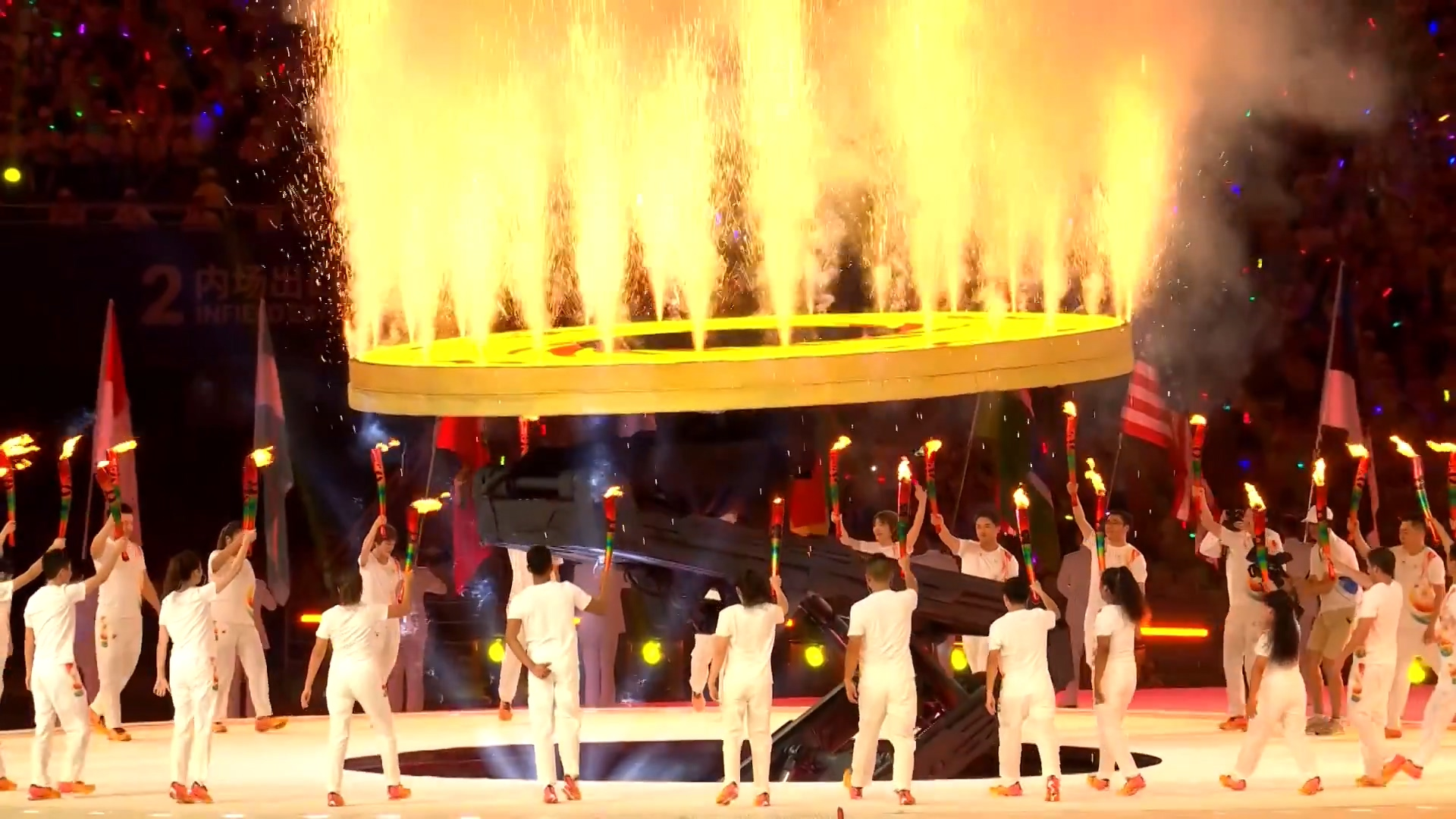
点燃火炬

圣火在意大利都灵采集，进入中国大陆境内后，于开幕大约1个月前先后在北京、哈尔滨、深圳、重庆、宜宾和成都等城市的多所高校进行传递，最终抵达东安湖体育公园主体育场。
共有31名火炬手一同跑入场内，代表着在成都举办的大运会是第31届。领跑的是神舟十三号航天员，成都籍人士叶光富。另外30名火炬手包括东京奥运会首金获得者杨倩、四川大学德国籍留学生潘昊琰、全国脱贫攻坚先进个人，四川省乡村干部蒋青淞、抗击新冠肺炎疫情先进个人，四川籍人士刘仙、汶川地震幸存儿童，北京大学学生郎铮、里约奥运会乒乓球项目冠军丁宁，成都大运会参赛运动员，田径运动员吴艳妮等。31名火炬手共同点燃位于场地中央的“太阳神鸟”装置，迸发出的焰火化作太阳神鸟的12道金羽在体育场上空绽放，并最终点燃场外高31米的主火炬塔。

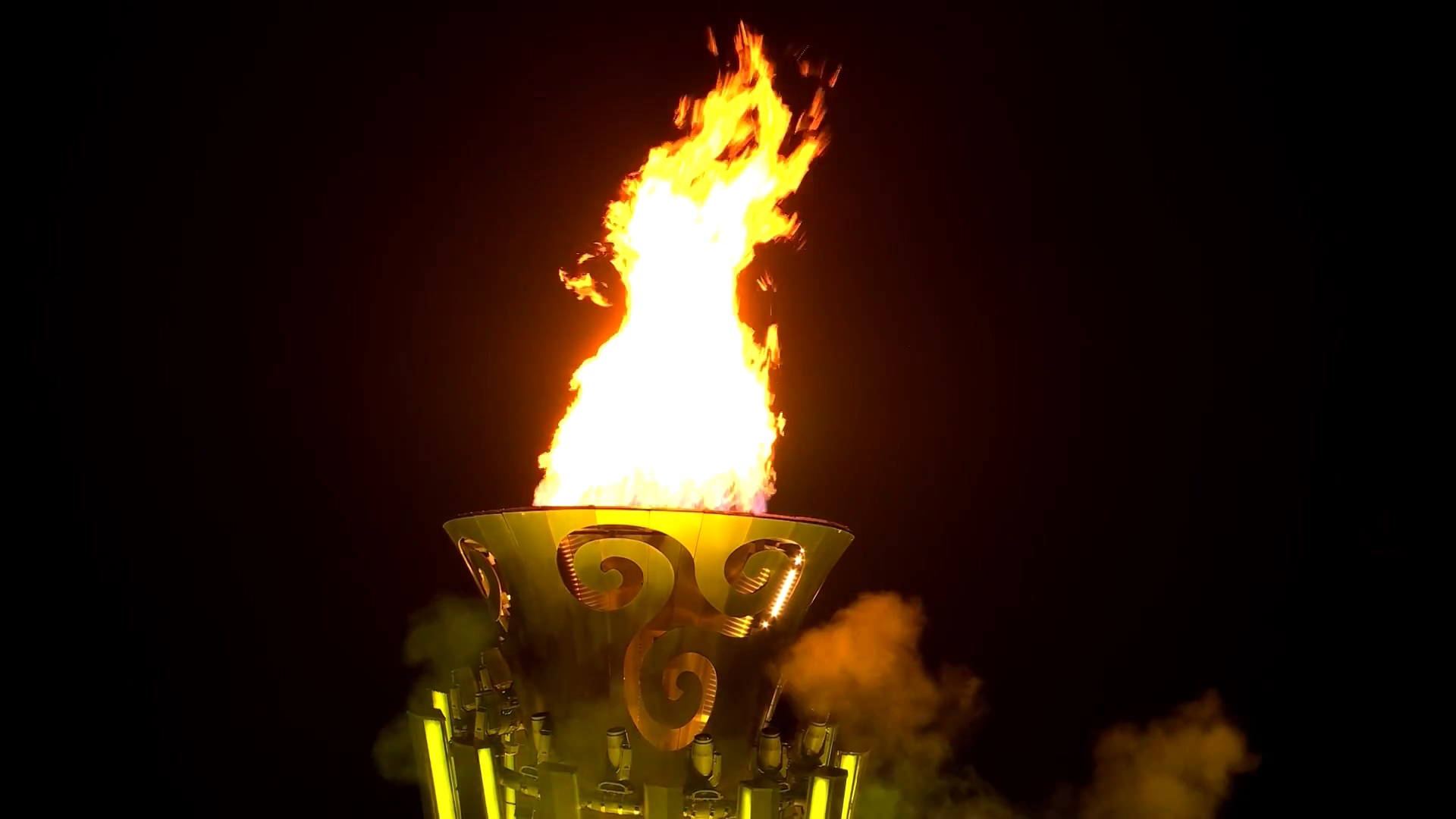
火炬塔

### 尾声：《阳光下的欢聚》
开幕式在主题歌《成就梦想》中圆满结束。主题歌进入高潮时，体育场上空以中英文打出焰火“成就梦想”。

## 出席嘉賓

### 主辦國領導人
- 中共中央总书记、中国国家主席、中央军委主席習近平及夫人彭麗媛
- 中共中央政治局常委、中共中央书记处书记、中共中央办公厅主任蔡奇
- 中共中央政治局常委、国务院副总理丁薛祥
- 中共中央政治局委员、中共中央外办主任、外交部部長王毅
- 中共中央政治局委员、中共中央组织部部长李干杰
- 中共中央书记处书记、中国国务委员、中国公安部部长王小洪
- 中国国务委员谌贻琴

### 組織方領導人

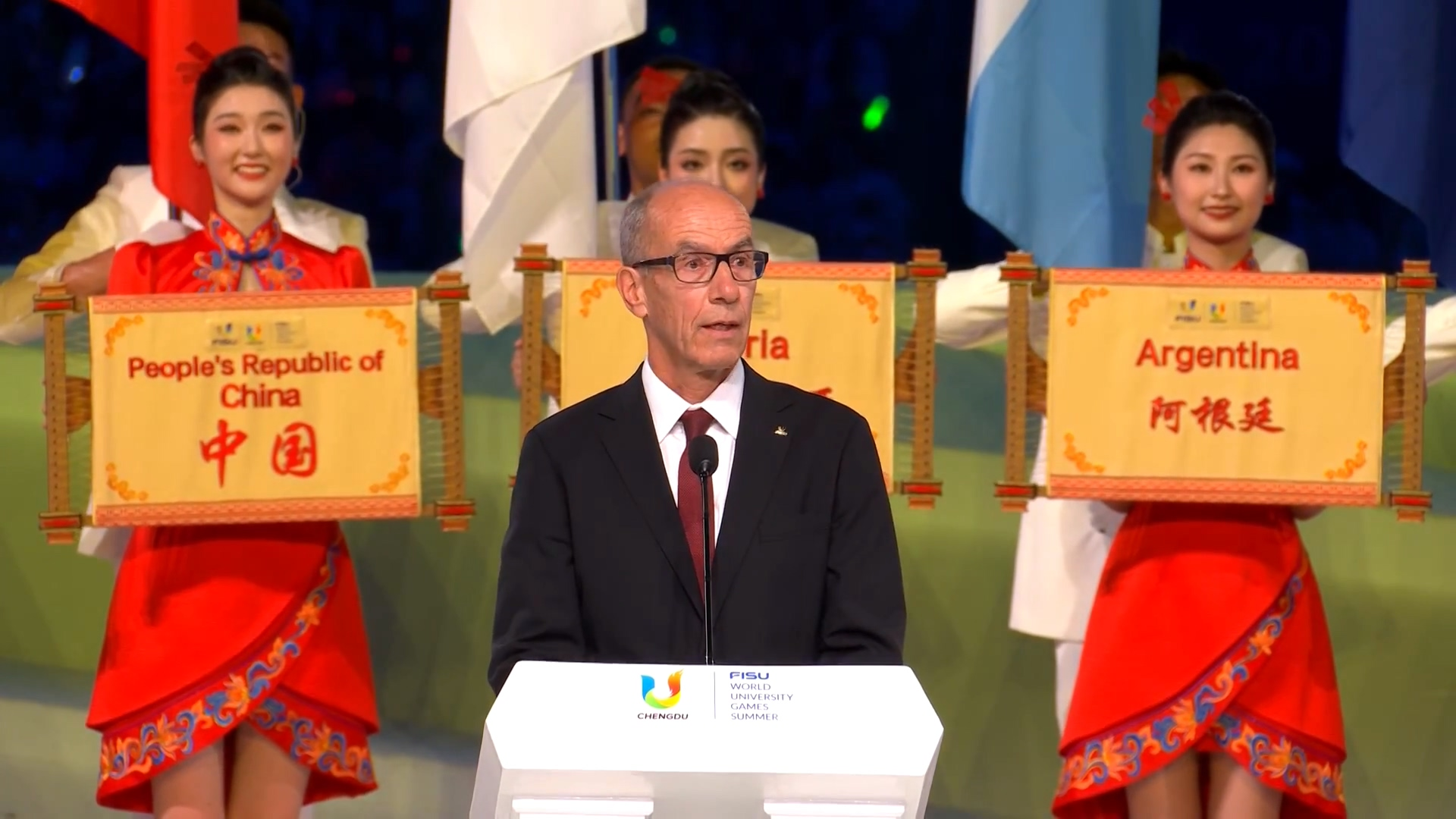
雷诺·艾德致辞

- 国际大体联代理主席雷诺·艾德

### 外國嘉賓
2023年7月24日，中國外交部發言人華春瑩宣布出席成都世大運的外國嘉賓。
- 印尼：總統佐科·維多多及夫人伊莉亚娜
- 毛里塔尼亞：總統穆罕默德·乌尔德·加祖瓦尼
- 布隆迪：總統埃瓦里斯特·恩达伊希米耶
- 圭亞那：總統伊爾凡·阿里
- 格魯吉亞：總理伊拉克利·加里巴什维利

斐濟总理西蒂韦尼·兰布卡原本也在预定出席名单之列，后来因伤取消访华行程。

## 交通管制
- 开幕式附近部分道路7月27日起至开幕式结束、7月28日起至开幕式结束分时分段执行临时交通管制措施。[9]
- 开幕式附近部分成都公交线路7月28日有所调整，部分公交车站暂停运营，智轨暂停运行。[10]
- 开幕式附近的成都地铁2号线书房站、界牌站7月28日17时至22时暂停运营服务，双方向列车不停站通过。[11]

## 媒体转播
- 中国中央广播电视总台综合频道、财经频道、中文国际频道、体育频道、体育赛事频道、国防军事频道、新闻频道、奥林匹克频道、4K/8K超高清频道、CGTN各外语频道于2023年7月28日晚上转播了成都大运会开幕式[12]。此外四川卫视和广东广播电视台体育频道也进行了转播。此外，与开幕式时段重合的2023年女足世界杯小组赛D组（中国队——海地队）比赛和2023年世界游泳錦標賽游泳比賽当天举行的多项赛事，由央视体育频道在同日22时35分播出比赛录像。
- 总台所属中国之声、大湾区之声、台海之声、环球资讯广播、华语环球广播等频率对开幕式进行了音频直播。